# Aan/afslagregeling
Een aan/afslagregeling of aan/afslagregelaar is een regelsysteem dat veel wordt toegepast in het waterbeheer bij het regelen van het waterpeil. Het is de eenvoudigste regeling voor een stuw/schuif of klep in het water.

## Werking
Een aan/afslagregeling is een toepassing van een aan/uit-regeling. Als het waterniveau een vooraf ingesteld aanslagpeil overschrijdt, wordt water uit het systeem gelaten door uitstromen of wegpompen, totdat het niveau gedaald is tot een eveneens vooraf ingesteld afslagpeil, waarbij het uitlaten van water beëindigd wordt.
Als het aan- en het afslagpeil aan elkaar gelijk zijn, is de output hoogfrequent 1,0,0,1,0,1,0 zodra het waterpeil rond deze grenswaarde schommelt. Dit wordt pendelen genoemd. Om pendelen van het kunstwerk te voorkomen, is het afslagpeil meestal lager dan het aanslagpeil.
De afbeelding toont een grafische voorstelling van deze regeling, met als voorbeeld aanslagpeil 1.5 en afslagpeil 1.1.